# Landingville
Landingville és una població dels Estats Units a l'estat de Pennsilvània. Segons el cens del 2000 tenia 175 habitants.

## Demografia
Segons el cens del 2000, Landingville tenia 175 habitants, 68 habitatges, i 45 famílies. La densitat de població era de 80,4 habitants per quilòmetre quadrat.
Dels 68 habitatges en un 35,3% hi vivien nens de menys de 18 anys, en un 54,4% hi vivien parelles casades, en un 11,8% dones solteres, i en un 32,4% no eren unitats familiars. En el 25% dels habitatges hi vivien persones soles el 13,2% de les quals corresponia a persones de 65 anys o més que vivien soles. El nombre mitjà de persones vivint en cada habitatge era de 2,57 i el nombre mitjà de persones que vivien en cada família era de 3,04.
Per edats la població es repartia de la següent manera: un 25,7% tenia menys de 18 anys, un 8,6% entre 18 i 24, un 28,6% entre 25 i 44, un 25,7% de 45 a 60 i un 11,4% 65 anys o més.
L'edat mediana era de 37 anys. Per cada 100 dones de 18 o més anys hi havia 78,1 homes.
La renda mediana per habitatge era de 40.417 $ i la renda mediana per família de 41.667 $. Els homes tenien una renda mediana de 33.571 $ mentre que les dones 18.750 $. La renda per capita de la població era de 16.965 $. Entorn del 4,2% de les famílies i el 9,5% de la població estaven per davall del llindar de pobresa.

## Poblacions més properes
El següent diagrama mostra les poblacions més properes.